# 이상철 (디자이너)
이상철(1944년~)은 대한민국의 디자이너·아트디렉터이다.

## 약력
- 1962 – 1971년 한국산업은행, 디자인·홍보 담당
- 1971 – 1973년 한국브리태니커회사, 아트디렉터
- 1973 – 1996년 이가솜씨 어소시에이츠 설립, 대표
- 1976 – 1980년 월간 종합문화잡지 ‘뿌리깊은나무’ 아트디렉터
- 1978년 ‘월간디자인’ 재창간작업 아트디렉터
- 1975 – 1997년 ‘뿌리깊은나무’ 전통문화사업 프로젝트 프로듀스 아트디렉터
- 1982 – 1983년 출판사 뿌리깊은나무, 인문지리지-한반도와 한국사람
- ‘한국의 발견’ (전11권), 미술편집위원
- 1984 – 1997년 월간 여성종합지 ‘샘이깊은물’ 미술편집위원
- 1987 – 1988년 88서울올림픽조직위원회, 편찬전문위원
- 1995 – 1998년 한국아트디렉텅스클럽 부회장
- 2013년 독일 공예박물관(MAK) ‘Korean Power’ 전시 Korean Advisor

## 디자인개발
- 1976 – 1997년 뿌리깊은나무 전통문화사업 프로젝트 프로듀스 아트디렉팅
- 1982 – 1991년 뿌리깊은나무 민중자서전 아트리렉팅
- 1980-1982년 뿌리깊은나무 판소리전집 아트디렉팅
- 1984년 뿌리깊은나무 팔도소리전집 아트디렉팅
- 1984년 한글 글자꼴 ‘샘이깊은물체’ 개발 아트디렉팅
- 한샘부엌 / 광고프로모션, 브랜딩, 아트디렉팅
- 남자패션 캠브리지 / 광고프로모션, 브랜딩, 아트디렉팅
- 패션브랜드 줄리앙, 몽띠꼴 / 광고프로모션, 브랜딩, 아트디렉팅
- 엘칸토 / 종합패션브랜딩 개발 프로젝트
- 2006년 전주시 천년전주명품 ‘Onn’ 사업개발 프로젝트, 운영위원회 위원장 총괄감독
- 2006년 조계사 문화재안내시스템 개발 아트디렉팅
- 2007년 New York UNqhsqn 한국전통공예전 전시디렉팅
- 2008년 여수시 문화재안내체계화 프로젝트 아트디렉팅
- 2008년 미국 LA 한국문화원 아트디렉팅
- 2009년 이태리 2009볼로냐국제어린이도서전 주빈국관 총괄감독
- 2010년 폴란드 바르샤바 한국문화원 아트디렉팅
- 2010년 전시 ‘Less and More-The Design Ethos of Dieter Rams’ 아트디렉팅
- 2011 – 2016년 (재)예올 ‘예올이 뽑은 올해의 장인’ 프로젝트 총괄감독
- 2011년 (재)한국공예디자인문화진흥원 ‘2011공예트랜드페어’ 총괄감독
- 2012년 (재)한국공예디자인문화진흥원 ‘2012공예트랜드페어’ 총괄감독
- 2013 – 2015년 강릉 Seamarq호텔 개발 프로젝트 총괄감독
- 2014년 DDP 개관전시 ‘Design Allegory of Enzo Mari towards Utopia’ 아트디렉팅
- 2016년 한국문화재재단 ‘대한민국 무형문화재대전’ 총괄감독

## 수상
- 2008년 올해의 미술인상 디자인부문 본상((사)한국미술협회)
- 2008년 문화체육관광부장관 표창
- 2012년 제14회 대한민국디자인대상 디자인공로부문 산업포장(지식경제부)
- 2017년 제5대 디자이너 명예의 전당 헌액